# Trimble megye
Trimble megye az Amerikai Egyesült Államokban, azon belül Kentucky államban található. Megyeszékhelye Bedford, legnagyobb városa Bedford. Lakosainak száma 8474 fő (2020. április 1.). Trimble megye Carroll, Henry, Oldham, Jefferson és Clark megyékkel határos.

## Népesség
A megye népességének változása:
| Lakosok száma | 8807 | 8788 | 8822 | 8816 | 8769 | 8474 |
|               | 2010 | 2011 | 2012 | 2013 | 2015 | 2020 |